# منانة الخراز
منانة الخراز (تطوان: 1921 - 17 نونبر 1984) كانت مغنية مغربية مختصة في الموسيقى الأندلسية, ومن أولى الأصوات النسائية المغربية التي غنت في هذا الفن.

## حياتها
ولدت منانة الخراز بمدينة تطوان سنة 1921، ونشأت وسط أسرة يغمرها الفن، فهي ابنة الفنان المعروف محمد الخراز الذي كان من منشدي الزاوية العيساوية. تلقت دروس الموسيقى منذ طفولتها على يد كبار الموسيقيين بمدينة تطوان في بيت محمد بن البشير الريسوني و على يد الأستاذ عبد السلام الصباح(الذي سيصبح زوجها) خصوصا في مادة العزف على العود.
سنة 1956 إلتحقت بالمعهد الموسيقي بتطوان كأستاذة للعزف على العود و ملقنة للطرب الأندلسي و ذلك لمدة 25 سنة، و خلال هذه الفترة تتلمذ على يدها مجموعة من الفنانات التطوانيات أبرزهن العالية مجاهد والزهرة أبطيو. تخصصت منانة الخراز في نظم الأغاني الشعبية والوطنية، بل كانت تعد لها الكلمات والألحان بنفسها، ومازالت هذه الأغاني تغنى على المستوى المحلي والوطني، دون الإشارة إلى اسمها.
أحيت الفنانة منانة الخراز مجموعة من السهرات سواء داخل المغرب أو خارجها, كانت أهمها غناؤها مع فرقتها النسائية التطوانية باللباس المحلي على مسرح الأولمبيا بباريس.
توفيت الفنانة منانة الخراز بعد مرض لم ينفع معه علاج يوم 17 نوفمبر 1984 بمدينتها الأم تطوان.
كانت لدى منانة الخراز وزوجها عبد السلام الصباح بنت باسم شفيقة صباح (1941 - 2014) والتي كانت مذيعة بإذاعة طنجة الدولية.